# Aviatik B.II
Aviatik B.II – niemiecki samolot rozpoznawczy i bombowy z okresu I wojny światowej.

## Historia
Niemieckie zakłady Automobil und Aviatik produkowały początkowo kopie samolotów francuskich. Pierwszą własną konstrukcją był dwumiejscowy samolot wielozadaniowy i rozpoznawczy o oznaczeniu fabrycznym P13 z 1912 roku, następnie ulepszone typy P14 i P15, oznaczane przez wojsko jako Aviatik B (B.I). Ich napęd stanowił silnik Mercedes D.I o mocy 75 kW (100 KM). W 1915 r. samolot typ P15 zmodyfikowano, tworząc wersję B.II, napędzaną silnikiem Mercedes D.II o mocy 88 kW (120 KM). Płatowiec nie miał uzbrojenia, a obserwator zajmował miejsce w przedniej kabinie, przed pilotem.
Wszystkie nieuzbrojone dwupłaty Aviatik oznaczane były przez wojsko początkowo jako Aviatik B z numerem ewidencyjnym łamanym przez dwie ostatnie cyfry roku produkcji, np. B.556/15. 8 sierpnia 1915 roku wojskowe Aviatiki otrzymały oznaczenia wojskowe typu B.I dla samolotów P15b z silnikiem o mocy 100 KM i B.II dla samolotów P15a z silnikiem o mocy 120 KM. Nie jest jednakże do końca jasne, jakie modele wojsko określiło jako P15a i P15b.
Samoloty Aviatik B.II pojawiły się na froncie dopiero w czerwcu 1915 roku i używane były przede wszystkim jako bombowce. Największa ich liczba na froncie była w październiku 1915 – 38, w lutym 1916 było ich jeszcze 18, po czym zniknęły z frontu do połowy roku.